# Буревестник (Богородский район)
Буревестник — поселок в Богородском районе Нижегородской области.

## География
Находится в пригородной зоне Нижнего Новгорода на расстоянии приблизительно 14 км на северо-восток от города Богородск.

## История
Возник в начале 1930-х годов как посёлок одноимённого совхоза в период коллективизации. Являлся подсобным хозяйством автозавода им. Молотова, позже был «приписан» к другим горьковским заводам. В 1970-е годы появилась птицефабрика. До апреля 2020 года входил в состав Доскинского сельсовета.

## Население
| 1999 | 2002  | 2010  |
| ---- | ----- | ----- |
| 3250 | ↘3106 | ↗3219 |

Национальный состав: русские — 95 % (2002 г.).